# Canton de Bras-Panon
Le canton de Bras-Panon est un ancien canton de l'île de La Réunion, département d'outre-mer français de l'océan Indien. Il correspondait exactement à la commune de Bras-Panon.

## Histoire
| Période                                                    | Période | Identité           | Étiquette    | Qualité                                                                       |
| ---------------------------------------------------------- | ------- | ------------------ | ------------ | ----------------------------------------------------------------------------- |
| Les données antérieures à 1958 ne sont pas encore connues. |         |                    |              |                                                                               |
| 1958                                                       | 1964    | Roger Vidot        | PCR          | Maire de Bras-Panon (1942-1959)                                               |
| 1964                                                       | 1994    | Paul Moreau        | UDR puis RPR | Directeur de coopérative Sénateur (1987-1995) Maire de Bras-Panon (1959-1995) |
| 1994                                                       | 2001    | Jean-Marie Foudrin | DVD          | Médecin Maire de Bras-Panon (1995-2001)                                       |
| 2001                                                       | 2015    | Daniel Gonthier    | RPR puis UMP | Enseignant Maire de Bras-Panon (depuis 2001)                                  |